# Shirley Mills
 Shirley Mills  (1926-2010) est une actrice américaine à Hollywood.

## Biographie
Shirley Mills naît à Tacoma dans l'État de Washington. Elle commence sa carrière comme danseuse enfant et apparaît dans des films tels que Child Bride en 1938 à l'âge de 12 ans, The Grapes of Wrath (1940) et Temple Young Personnes (1940). 
Elle a cessé de faire des films au début de la vingtaine et a continué à être chanteuse. Elle a épousé Mel Hanson en 1977, qui est décédé en 1995; ils n'ont pas eu d'enfants.
Elle meurt à Arcadia en Californie le 31 mars 2010, huit jours avant son 84e anniversaire, à la suite de complications de la pneumonie.

## Filmographie
| Film       | Film                           | Film                             | Film                                        |
| Année      | Film                           | Rôle                             | Notes                                       |
| ---------- | ------------------------------ | -------------------------------- | ------------------------------------------- |
| 1938       | Child Bride                    | Jennie Colton                    |                                             |
| 1939       | Les Petites Pestes             | Cecilia Layton                   |                                             |
| 1940       | Les Raisins de la colère       | Ruth "Ruthie" Joad               |                                             |
| 1940       | La Caravane héroïque           | jeune femme                      |                                             |
| 1940       | Jeunesse                       | Mary Ann                         |                                             |
| 1940       | Five Little Peppers in Trouble | June                             |                                             |
| 1940       | Diamond Frontier               | Girl in Bonnet playing in Street |                                             |
| 1942       | Miss Annie Rooney              | Audrey Hollis                    |                                             |
| 1943       | L'Ombre d'un doute             | jeune femme                      |                                             |
| 1943       | Reveille with Beverly          | Laura Jean Oliver                |                                             |
| 1943       | Henry Aldrich Gets Glamour     | Hortense                         |                                             |
| 1943       | Mister Swing                   | Membre, Jivin' Jacks and Jills   |                                             |
| 1943       | Top Man                        | Danseuse                         |                                             |
| 1943       | Always a Bridesmaid            |                                  |                                             |
| 1943       | True to Life                   | Radio Sister                     |                                             |
| 1944       | Les Flirts des Corrigans       | Member, Jivin' Jacks and Jills   | Uncredited                                  |
| 1944       | None Shall Escape              | Anna Oremska                     |                                             |
| 1944       | Crime au pensionnat            | "Tennessee" Collingwood          |                                             |
| 1945       | Patrick the Great              | Member, Jivin' Jacks and Jills   | Uncredited                                  |
| 1945       | Snafu                          | Étudiante                        |                                             |
| 1946       | Blondie's Lucky Day            | Grace Perkins                    | Scènes supprimées                           |
| 1946       | Betty Co-ed                    | Gloria Campbell                  | Alternative title: The Melting Pot          |
| 1946       | Une fille perdue               | Olivette the Babysitter          |                                             |
| 1949       | An Old-Fashioned Girl          | Belle                            |                                             |
| 1950       | It's a Small World             |                                  |                                             |
| 1950       | What Happened to Jo Jo         |                                  | Credited as Shirley O. Mills                |
| 1951       | The Family Secret              | File Girl                        | Uncredited                                  |
| 1951       | Agence Cupidon                 | Ina Kuschner                     | Uncredited                                  |
| 1952       | My Six Convicts                | Blonde Tilly                     | Uncredited Alternative title: My 6 Convicts |
| Television |                                |                                  |                                             |
| Année      | Titre                          | Rôle                             | Notes                                       |
| 1954       | My Little Margie               | Muriel Joyner                    | 1 épisode                                   |
| 1956       | Ford Star Jubilee              |                                  | 1 épisode                                   |